# مابيل ليلاني سميث
مابل ليلاني سميث(1 سبتمبر 1892 - 24 مارس 1936) كانت مسؤولًا في التمريض وأول مدير لخدمات التمريض العامة في إقليم هاواي. كانت من أصول هاواي وإيرلندية إنجليزية. استقرت مستوطنة بالاما في كاليهي، حيث كانت أول ممرضة للبرنامج، تحت سلطتها في دائرة التمريض العام. تم تشييد مبنى مابل سميث التذكاري في هونولولو ، والمدرج في السجل الوطني للأماكن التاريخية ، على شرفها.

## حياة سابقة
ترعرعت في مزرعة كونا، وترعرعت في بيت ثنائي اللغة. كانت والدتها جوليا من أصل هاواي، وكسبت قوتها من خلال صنع قبعات لاوهالا. ورثت السلالة الأيرلندية-الإنجليزية من والدها، كابتن البحر هالفورد هاميل سميث. أخواتها التوأم الأكبر سنا كانت مابيل، التي ماتت في سن الطفولة، وإيفا. عندما ولدت مابل ليلاني، أعطيت اسم شقيقتها المتوفاة. بعد مابيل، ولدت شقيقة جوليا، تليها الأخوة تشارلز، هاري وجوزيف.

## تمريض

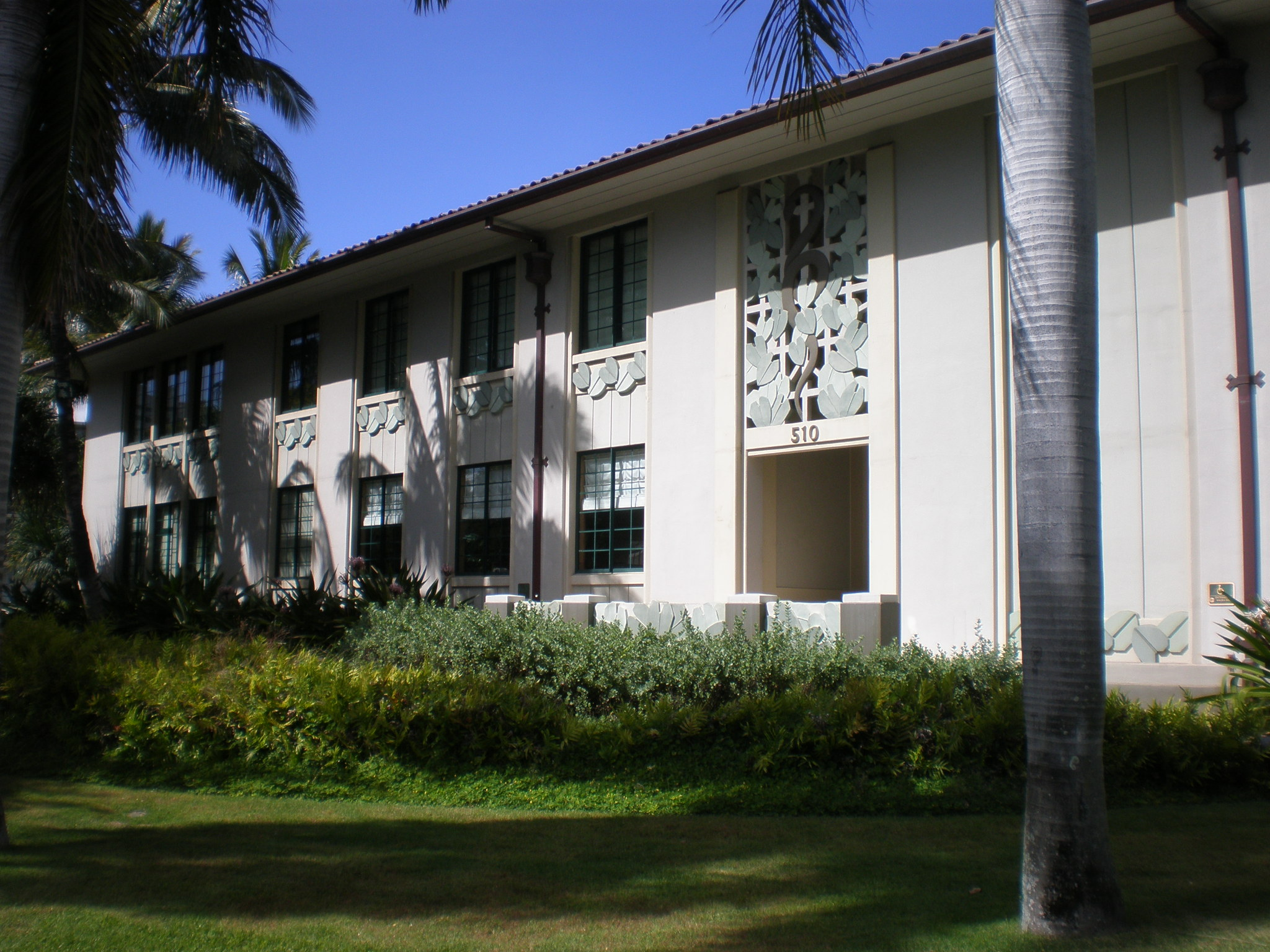
Mabel Smyth Memorial Building in Honolulu

ولأن أختها إيفا كانت تعاني من ضعف البصر، نشأت مابيل في دور مقدم الرعاية. حول وقت وفاة الكابتن سميث في عام 1907 ، انتقلت عائلة مابل إلى هونولولو، حيث أكملت تعليمها الثانوي. تم استشارة مابيل في طموحاتها في مجال التمريض من قبل القس ألبرت بيكر، وهو طبيب كان هو أيضًا راع الكنيسة في كونا. قدمها إلى جيمس آرثر راث وراغنا سنثر راث الذي أدار مرافق الرعاية الصحية في مستوطنة بالاما في كاليهي. عند تخرجها، كانت مابل تعمل كمنحة للرعاية لأطفال راث في رحلة عام 1911 إلى ماساتشوستس. التحقت في سبرينغفيلد، مدرسة تدريب مستشفى ماساتشوستس، عادت إلى هاواي بعد تخرجها عام 1915. كانت أول مهمة تمريض لها في كاليحي كاي، قبل أن تقضي عامين كمدير مؤقت لجمعية هاواي الإنسانية، في ذلك الوقت منظمة قدمت الرعاية لكل من البشر والحيوانات. تم تعيينها في أول ممرضة رئيس في مستوطنة بالاما في عام 1918.
ي عام 1921 ، أخذت مابيل إجازة لمدة عام من واجباتها في بالاما للعمل في الدراسات العليا في كلية سيمونز في ماساتشوستس. عند عودتها، استمرت في مستوطنة بالاما حتى عام 1927 ، عندما تم تعيينها كأول مديرة لممرضة الصحة العامة، وهي قسم تم إنشاؤه حديثًا في إطار مجلس الصحة الإقليمي في هاواي. قبل ذلك، كان هناك قسم منفصل في إطار المجلس عن القضايا المتعلقة بالسل. قسم آخر منفصل عن صحة الأم والرضيع كان يرأسه الدكتورة فيفيا ب. أبلتون التي غادرت لتعيين موعد آخر. عندما تمت الموافقة على مابيل من قبل مجلس الإدارة، أعيد تنظيم الفرقتين كقسم قسم تمريض الصحة العامة. بناء على توصية عام 1929 من قبل الدكتورة إيرا ف. هيسكوك من جامعة ييل ، بعد إجراء مسح ميداني لمدة شهرين حول الرعاية الصحية في هاواي، تم إحضار تسوية بالاما أيضًا تحت قسم تمريض الصحة العامة.
خلال مسيرتها المهنية، حافظت على عضويات في خدمة التمريض في الصليب الأحمر الأمريكي ونادي هاواي المدني. كانت وكيلة جمعية الممرضات الإقليميات، وشغلت منصب رئيس جمعية مقاطعة ومقاطعة هونولولو للممرضات.

## الموت والإرث
توفي مابيل بسبب انسداد ما بعد الجراحة في 24 مارس 1936. وفي السنة التي تلت وفاتها، تم التخطيط لبناء مبنى تذكاري بتكلفة 100 ألف دولار وتم تمويله من خلال جمع الأموال العامة. تم تصميم مبنى مابيل سميث التذكاري رسمياً من قبل المهندس المعماري تشارلز ويليام ديكي، وتم افتتاحه رسمياً في 4 يناير، 1941 على أرض مركز كوينز الطبي في هونولولو. كانت مدرجة على نرهب اوها في 3 فبراير 1994.